# Israel Folau
Israel Folau (tongan: 'Isileli Folau;  nascido em 3 de abril de 1989) é um jogador de futebol profissional australiano de rúgbi que joga pelo Shining Arcs na Japan Rugby League One e pela seleção nacional de Tonga. Ele também jogou futebol australiano e liga de rugby, e jogou rugby union pela Austrália. Em 2019, ele se tornou o detentor do recorde de mais tentativas marcadas na história do Super Rugby.